# Bolton
 For alternative betydninger, se Bolton (flertydig). (Se også artikler, som begynder med Bolton)
Bolton er en by i det nordvestlige England med 285.372 (2018) indbyggere. Byen ligger i grevskabet Greater Manchester i regionen North West England. 
Bolton er hjemby for fodboldklubben Bolton Wanderers F.C. og er fødeby for blandt andet den britiske ingeniør Robert Whitehead.